# Paris Latino
«Paris Latino» es una canción de 1983 grabado por la banda francesa Bandolero, logrando éxito en Europa. En 2002, la canción fue versionada con éxito por Star Academy 2.

## Versión original

### Lista de canciones
7" sencillo
1. «Paris Latino» — 3:55
2. «El bandido caballero» — 3:50

12" maxisencillo
1. «Paris Latino» (versión estadounidense) — 6:32
2. «Paris Latino» (instrumental) — 5:23
3. «Paris Latino» (versión original) — 5:07
4. «Paris Latino» (versión en inglés - mix radio) — 6:10

12" maxisencillo
1. «Paris Latino» (versión extendida) — 5:10
2. «Tango Tango» — 5:20
3. «El bandido caballero» — 4:15

### Listas
| País         | Lista               | Posición |
| 1983         | 1983                | 1983     |
| ------------ | ------------------- | -------- |
| Países Bajos | Dutch Top 40        | 9        |
| Suiza        | Schweizer Hitparade | 2        |
| Bélgica      | Ultratop 40         | 19       |

## Versión de Star Academy 2
A finales del 2002, la canción fue versionada por Star Academy 2, en el álbum Fait sa boum que fue compuesto de versiones de éxitos de los años 1980s. La canción fue interpretada durante el concierto de la gira de Star Academy, también está disponible en el álbum en vivo. Tuvo un éxito, superando las listas de sencillos en Francia y Bélgica (Wallonia).

### Lista de canciones
Sencillo en CD
1. «Paris-Latino» — 3:31
2. «Video Killed the Radio Star» — 3:23

### Certificaciones
| País    | Certificación | Fecha               | Ventas |
| ------- | ------------- | ------------------- | ------ |
| Bélgica | Platinum      | 15 de marzo de 2003 | 40 000 |

### Listas
| Listas (2002-2003)               | Peak posición |
| -------------------------------- | ------------- |
| Belgian (Wallonia) Singles Chart | 1             |
| French SNEP Singles Chart        | 1             |
| Swiss Singles Chart              | 7             |

| Listas al final del año (2002)   | Posición |
| -------------------------------- | -------- |
| French Singles Chart             | 18       |
| Listas al final del año (2003)   | Position |
| Belgian (Wallonia) Singles Chart | 24       |
| French Singles Chart             | 13       |
| Swiss Singles Chart              | 55       |

| Predecesor: Marie por Johnny Hallyday                  | French SNEP number-one single 28 de diciembre de 2002 - 25 de enero de 2003 (5 semanas)   | Sucesor: Le Frunkp por Alphonse Brown |
| Predecesor: Aserejé (The Ketchup Song) por Las Ketchup | Belgian (Wallonia) number-one single 4 de enero de 2003 - 18 de enero de 2003 (3 semanas) | Sucesor: Lose Yourself por Eminem     |